# 岡田修一
岡田 修一（おかだ しゅういち、1907年5月27日 - 1971年11月29日）は、日本の政治家。衆議院議員（1期、自由民主党）。

## 経歴
東京都出身。1927年第六高等学校 (旧制)文科甲類卒業。1930年東京帝国大学法学部政治学科卒。逓信省に入り、姫路郵便局長、朝鮮総督府逓信局海事課長、逓信省竿船局沿岸課海務員、運航部港運、第一輸送各課長、大東亜省南方事務局交通産業課長、企画院書記官、運輸省海運総局総務企画課長、神戸海運局（現神戸運輸監理部）管理部長、同局長、運輸省海運局長などを歴任する。
1956年の第4回参議院議員通常選挙に全国区から自由民主党公認で立候補したが落選した。1960年の第29回衆議院議員総選挙において兵庫3区から自由民主党公認で立候補して当選した。衆議院議員は1期務め、1963年の第30回衆議院議員総選挙で落選した。党内では自民党政調交通副部会長、広報委員会宣伝局次長を務めた。
このほか函館ドック相談役、海上保安協会理事、日興海事、明治土地建物、ジャパンライン各社長、日本船主協会副会長などを務めた。
1971年11月29日死去、64歳。死没日をもって勲二等旭日重光章追贈（勲四等からの昇叙）、正五位から従三位に叙される。墓所は多磨霊園。